# Prameny
Prameny (deutsch Sangerberg, früher auch Songerberg) ist eine Gemeinde in der Region Karlsbad (Tschechien).

## Geographische Lage
Die Ortschaft liegt in Westböhmen, 723 m. ü. M. im Hochplateau des Kaiserwaldes, acht Kilometer nördlich von Marienbad.

## Geschichte

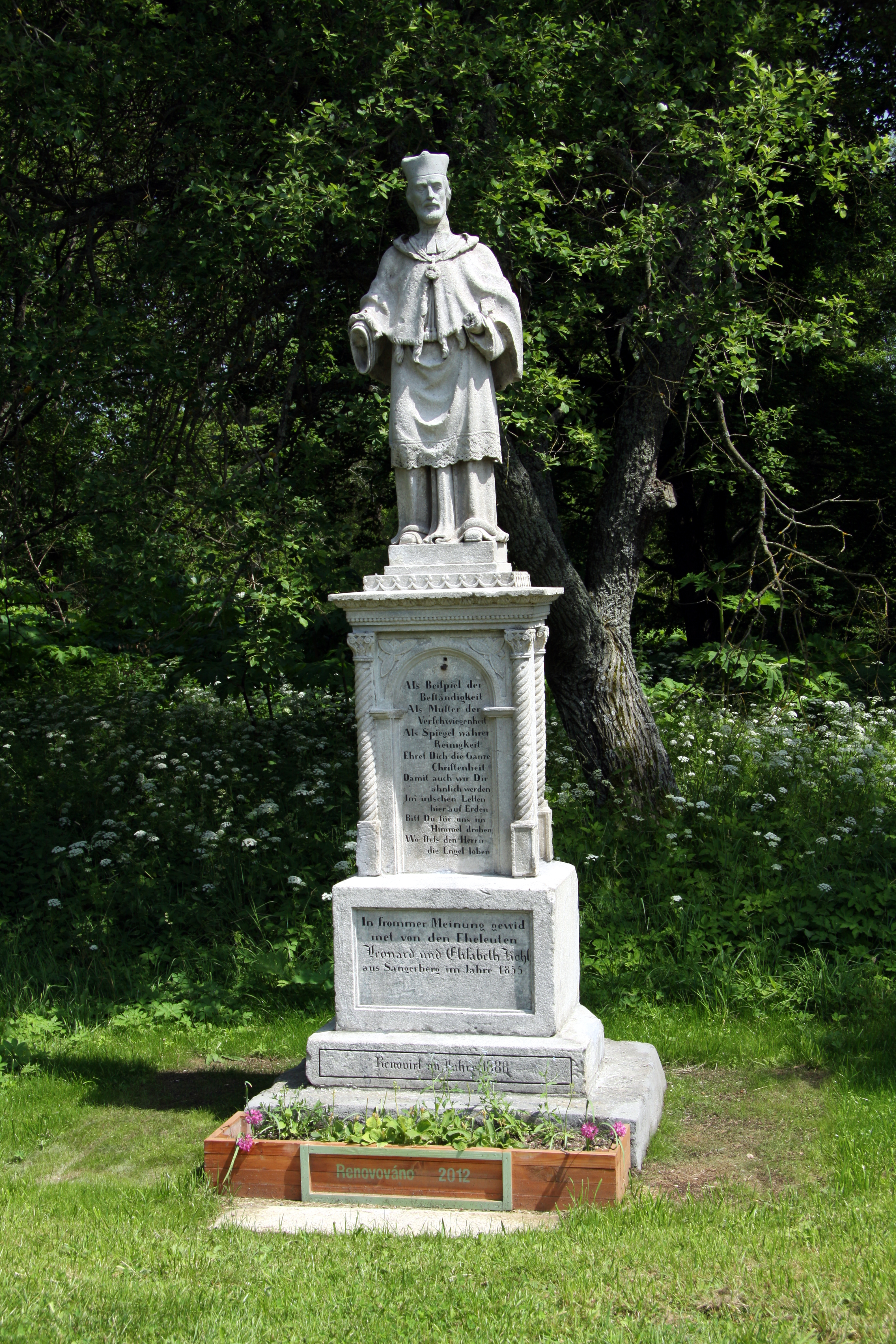
Johannes-Nepomuk-Statue

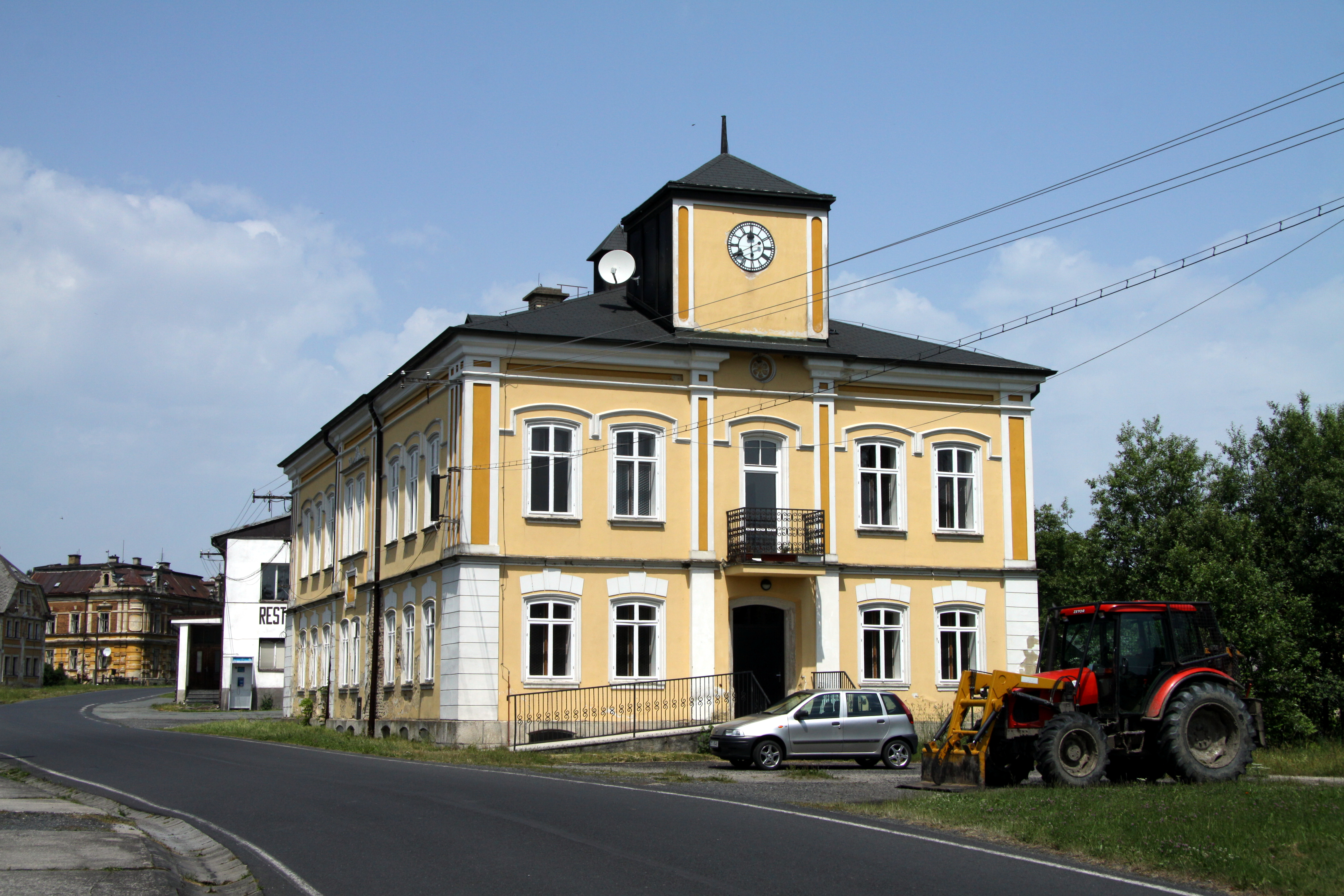
Rathaus der Gemeinde

1357 wurde das Dorf erstmals erwähnt, als drei Bergsiedlungen zusammengelegt wurden und Boresch V. von Riesenburg und Petschau den Unterhalt eines Pfarrers der Kirche übernahm. 
Lange Zeit erfreute sich die Gemeinde mit ihren mineralischen Quellen großer Beliebtheit als Kurort. Sangerberg gehörte ab 1850 zum Gerichtsbezirk Petschau und wurde 1888 dem Gerichtsbezirk Marienbad angegliedert. Im Jahre 1873 hatte Bad Sangerberg 2400 Einwohner.
Nach dem Ersten Weltkrieg wurde Sangerberg 1919 der neu geschaffenen Tschechoslowakei zugeschlagen.
Aufgrund des Münchner Abkommens kam der Ort 1938 im Deutschen Reich und gehörte bis 1945 zum Landkreis Marienbad, Regierungsbezirk Eger, im Reichsgau Sudetenland.
Nach dem Zweiten Weltkrieg und der Vertreibung der überwiegend deutschen Bevölkerung wurde der Ort wieder ausgesiedelt und der Truppenübungsplatz Prameny angelegt. Nach dessen Auflösung begann die Wiederbesiedlung des Ortes.
Nach 1989 überschuldete sich die Gemeinde durch den Kauf von Wohnungen aus dem Grundstücksfonds, die Durchführung mehrerer Probebohrungen und den Kauf von Grundstücken für die Errichtung einer Brunnenanlage und eines Kurbades. Der Erlös aus dem Verkauf von Mineralwasser war mit jährlich 19 Millionen Kronen (772.734,67 Euro) prognostiziert. Infolge von Protesten von Naturschützern und einer Bürgervereinigung scheiterte das Projekt und die Investoren zogen sich zurück, sodass die Gemeinde mit 31 Millionen Kronen (1.260.777,62 Euro) verschuldet blieb. Wegen Überschuldung erfolgte eine Sperrung des Gemeindevermögens. Bei den im Januar 2009 erfolgten Neuwahlen wurde der langjährige Bürgermeister Václav Brenner, der den Bau bis zum Ende durchsetzen wollte, knapp wiedergewählt. Die Gemeindevertretung bestand hälftig aus Mitgliedern der von Brenner angeführten Wählervereinigung Sdružení nezávislých kandidátů und der Wählervereinigung SNK Prameny bez dluhů (Prameny ohne Schulden). Diese löste sich bereits nach zwei Monaten auf. Wenig später erkrankte der Bürgermeister und war ein halbes Jahr dienstunfähig. Die für den 12. Dezember 2009 festgelegte Neuwahl der Gemeindevertretung und des Bürgermeisters konnte nicht durchgeführt werden, da sich kein einziger Kandidat bereitfand. Am 13. Dezember wurde für Prameny ein Amtsverweser eingesetzt. Dieser leitete die Zwangsversteigerung der kommunalen Wohnhäuser, des Kindergartens, des ehemaligen Rathauses und des weiteren Kommunalvermögens ein.

### Einwohnerentwicklung
Bis 1945 war Sangerberg überwiegend von Deutschböhmen besiedelt, die vertrieben wurden.
| Jahr | Einwohner | Anmerkungen                                                            |
| ---- | --------- | ---------------------------------------------------------------------- |
| 1785 | 0 k. A.   | 200 Häuser, Ortsteil Klein-Sangerberg mit Sauerbrunnen hat acht Häuser |
| 1847 | 1310      | in 148 Häusern                                                         |
| 1857 | 2234      | am 31. Oktober                                                         |
| 1900 | 1947      | deutsche Einwohner                                                     |
| 1921 | 1381      | davon 1365 deutsche Einwohner                                          |
| 1930 | 1527      | [ 10 ]                                                                 |
| 1939 | 1421      | [ 10 ]                                                                 |

| Jahr      | 1950 | 1961 | 1970 | 1980 | 1991 | 2001 | 2011 |
| Einwohner | 300  | 181  | 271  | 232  | 135  | 144  | 109  |

## Sehenswürdigkeiten
- Feste Kaiserruhe, archäologische Ausgrabungsstätte

## Persönlichkeiten
- Hans Traxler (* 1929), deutscher Illustrator und Cartoonist, wuchs in Sangerberg auf
- Hans Rott, österreichischer Politiker

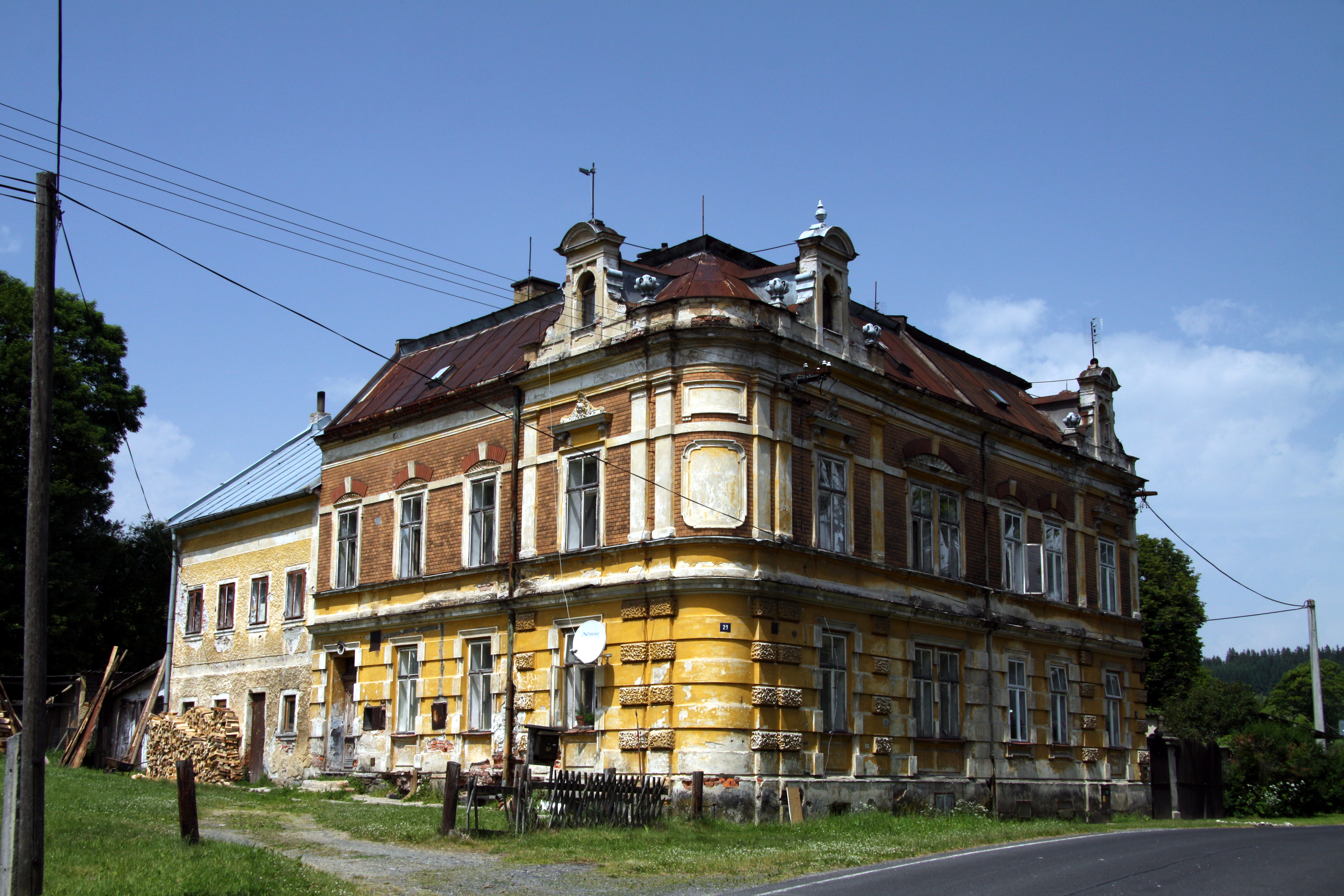
Wohnhaus im Barock-Baustil
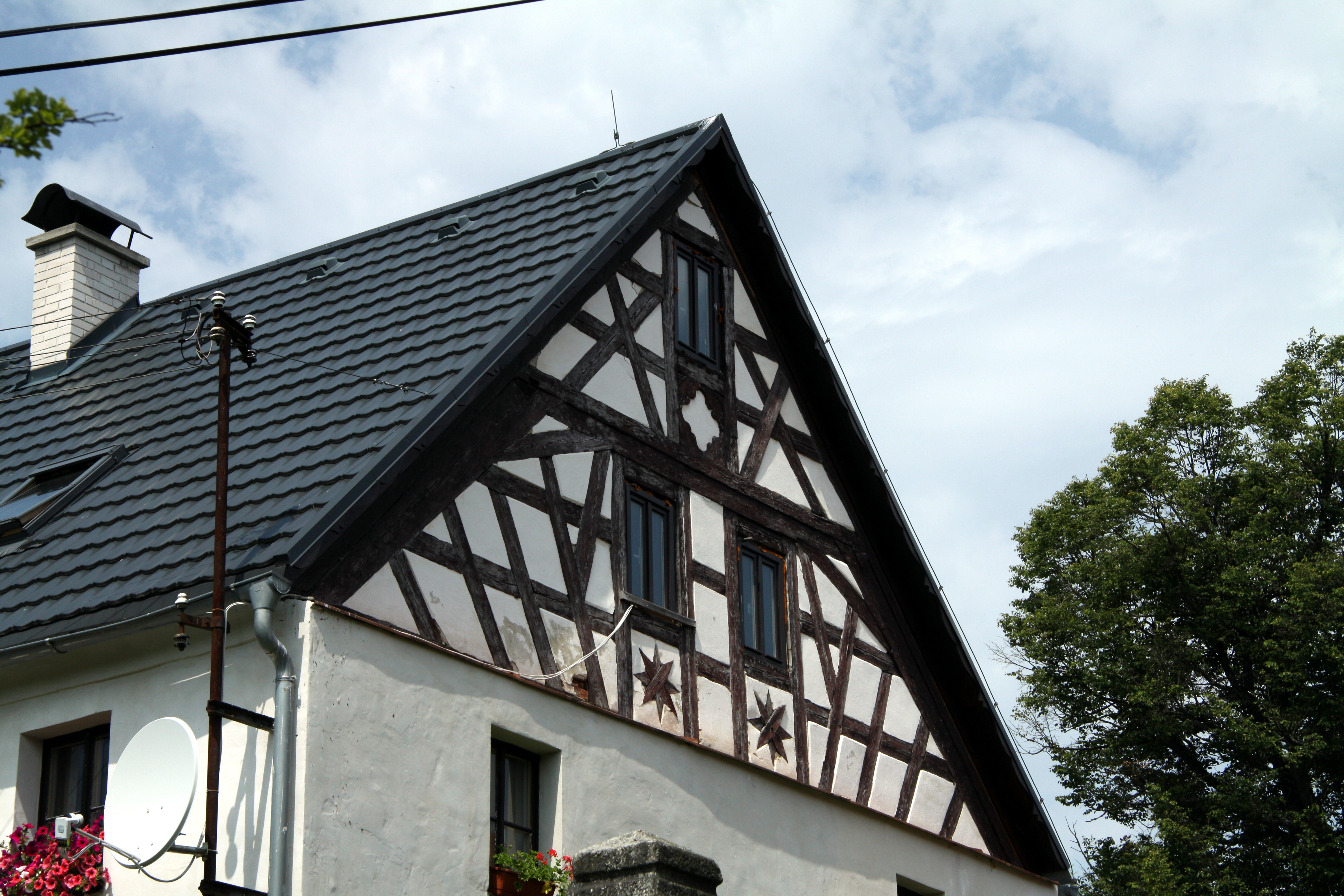
Haus mit Fachwerk-Giebel
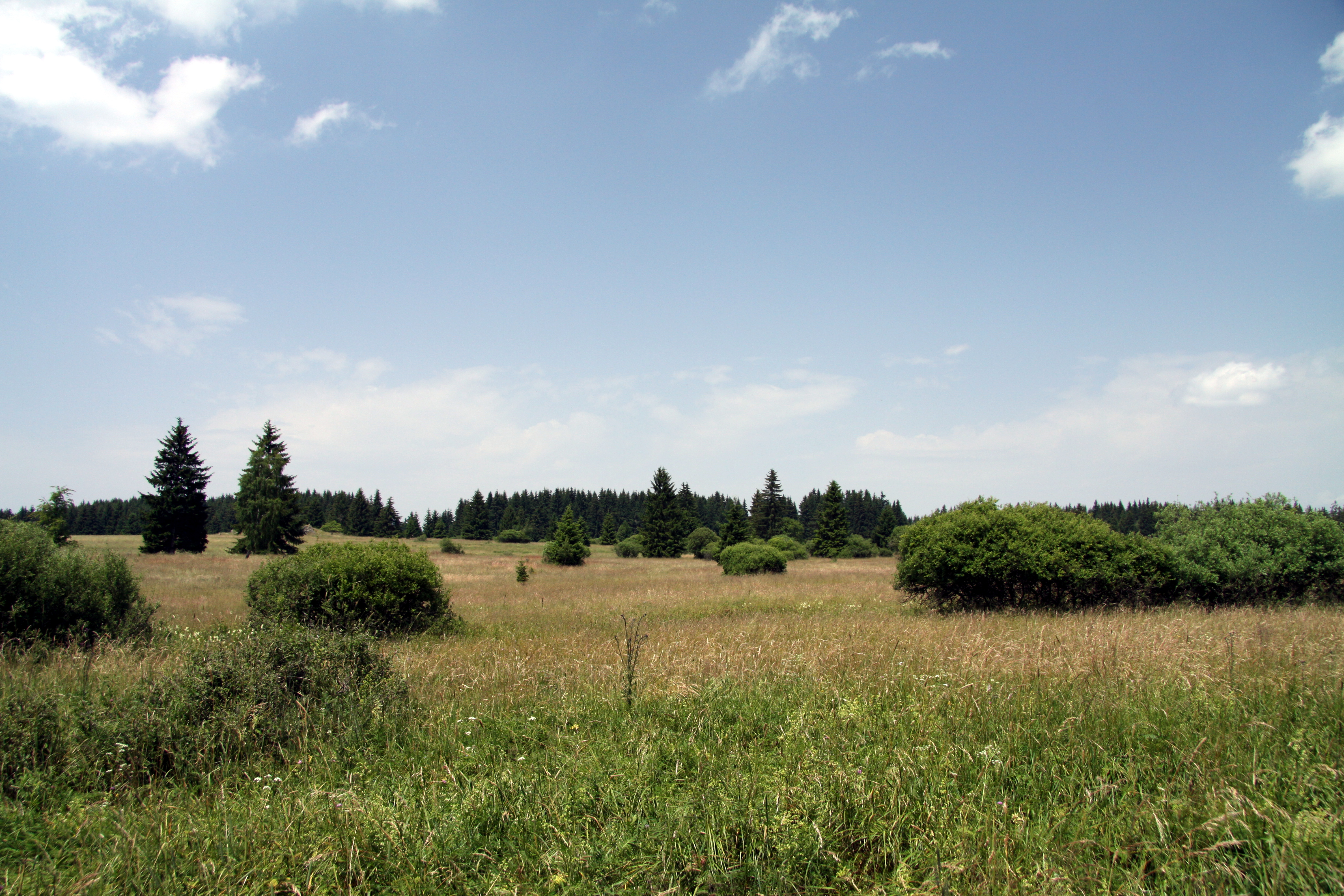
Naturreservat in Ortsnähe